# Дуново (Бабаєвський район)
Дуново — сільце в Бабаєвському районі Вологодської області Росії.
Входить до складу Вепського національного сільського поселення (з 1 січня 2006 року по 13 квітня 2009 року входила до складу Комонівського сільського поселення).

## Розташування
Відстань по автодорозі до районного центру Бабаєво — 99 км, до центру муніципального утворення села Тімошино по прямій — 7 км. Найближчі населені пункти — с. Артемово, с. Горка, с. Саутіно. Станом на 2002 рік проживала 1  особа.